# Dadonghe
Dadonghe (kinesiska:大洞河), före 2016 Tiekuang (kinesiska: 铁矿), är en socken i sydvästra Kina. Den ligger i stadsdistriktet Wulong i storstadsområdet Chongqing, omkring 91 kilometer sydost om det centrala stadsdistriktet Yuzhong. Antalet invånare är 3 210. Befolkningen består av 1 571 kvinnor och 1 639 män. Barn under 15 år utgör 18,0 %, vuxna 15-64 år 66 %, och äldre över 65 år 14,0 %.